# Protosticta damacornu
Protosticta damacornu – gatunek ważki z rodziny Platystictidae.